# Nati nel 1948/Luglio
| Questa pagina contiene informazioni ricavate automaticamente dalle voci biografiche con l'ausilio del template Bio e di un bot. L'aggiornamento è periodico e automatico e ricostruisce completamente la pagina. Se manca una persona in questa lista, sei pregato di non aggiungerla, ma accertati piuttosto che la sua voce biografica contenga il template Bio e che i dati anagrafici siano correttamente compilati. Se il template Bio manca, inseriscilo tu stesso o, in alternativa, metti l'avviso {{tmp\|Bio}} che ne segnala la mancanza. Se i dati riportati sono sbagliati, correggi direttamente la voce biografica; le modifiche saranno visibili in questa lista entro pochi giorni. Per chiarimenti vedi il progetto biografie. La lista contiene solo le 265 persone che sono citate nell'enciclopedia e per le quali è stato implementato correttamente il template Bio. Pagina aggiornata al 18 ago 2025. |

- 1º luglio - Ever Almeida, allenatore di calcio e ex calciatore uruguaiano
- 1º luglio - Marcello Grassi, allenatore di calcio e ex calciatore italiano
- 1º luglio - Kacem Slimani, calciatore marocchino († 1996)
- 1º luglio - John Nonna, ex schermidore statunitense
- 1º luglio - Mario Venzago, direttore d'orchestra, pianista e docente svizzero
- 2 luglio - Sandro Biasotti, ex politico italiano
- 2 luglio - Sylvain Cambreling, direttore d'orchestra francese
- 2 luglio - Majid Halvaei, ex calciatore iraniano
- 2 luglio - Elvin Ivory, ex cestista statunitense
- 2 luglio - Saul Rubinek, attore e regista teatrale canadese
- 2 luglio - Tonino Sicoli, critico d'arte e giornalista italiano († 2021)
- 2 luglio - Luka Vezilić, ex pallanuotista jugoslavo
- 3 luglio - Angelo Balducci, dirigente pubblico italiano
- 3 luglio - Paul Barrere, musicista statunitense († 2019)
- 3 luglio - Vincenzo Foglia, fantino italiano († 2022)
- 3 luglio - János Fügedi, ex cestista svedese
- 3 luglio - Hugo Harrewijn, ex cestista e allenatore di pallacanestro olandese
- 3 luglio - Ruud Harrewijn, ex cestista e allenatore di pallacanestro olandese
- 3 luglio - Marc Okrand, glottoteta statunitense
- 3 luglio - Sándor Pintér, politico e poliziotto ungherese
- 3 luglio - Peter Ruzicka, compositore e direttore d'orchestra tedesco
- 4 luglio - René Arnoux, ex pilota automobilistico francese
- 4 luglio - Gilbert Guyot, ex calciatore svizzero
- 4 luglio - Tommy Körberg, cantante e attore svedese
- 4 luglio - Eugenio Rendo, imprenditore italiano
- 4 luglio - Louis Raphaël I Sako, cardinale e patriarca cattolico iracheno
- 4 luglio - Jeremy Spencer, cantante e chitarrista britannico
- 5 luglio - Henry Bacon, ex cestista e allenatore di pallacanestro statunitense
- 5 luglio - Py Bäckman, cantante svedese
- 5 luglio - Héctor Miguel Cabrejos Vidarte, arcivescovo cattolico peruviano
- 5 luglio - Jesse Green, cantautore e musicista giamaicano
- 5 luglio - Joe Hamilton, ex cestista statunitense
- 5 luglio - William Hootkins, attore statunitense († 2005)
- 5 luglio - Lajos Kű, ex calciatore ungherese
- 5 luglio - Blu Mankuma, attore statunitense
- 5 luglio - Ernesto Mastrángelo, calciatore e allenatore di calcio argentino († 2023)
- 5 luglio - Julie Nixon Eisenhower, scrittrice statunitense
- 5 luglio - Raffaele Pagnozzi, dirigente sportivo italiano
- 5 luglio - Flavio Paulin, cantautore, compositore e bassista italiano
- 5 luglio - Lojze Peterle, politico sloveno
- 5 luglio - Ramón Héctor Ponce, calciatore argentino († 2019)
- 5 luglio - Nancy Springer, scrittrice statunitense
- 5 luglio - Jim Walton, imprenditore statunitense
- 6 luglio - Nathalie Baye, attrice francese
- 6 luglio - Antonio Bells, politico palauano
- 6 luglio - Luigi Castelletti, ex ciclista su strada italiano
- 6 luglio - Karel Neffe, canottiere cecoslovacco († 2020)
- 6 luglio - Bob Riley, ex cestista statunitense
- 6 luglio - Anna Sanna, politica italiana
- 6 luglio - Jeff Webb, ex cestista statunitense
- 7 luglio - Lorenzo Barlassina, dirigente sportivo, allenatore di calcio e ex calciatore italiano
- 7 luglio - Roberto D'Agostino, giornalista, personaggio televisivo e opinionista italiano
- 7 luglio - Francesco Milito, vescovo cattolico italiano
- 7 luglio - Kathy Reichs, antropologa e scrittrice statunitense
- 7 luglio - Larry Reinhardt, chitarrista statunitense († 2012)
- 7 luglio - Marco Tomatis, fumettista, scrittore e insegnante italiano
- 8 luglio - Conrad Buff IV, montatore statunitense
- 8 luglio - Serafino Carminati, ex canottiere italiano
- 8 luglio - Francesco Casillo, politico e militare italiano († 2012)
- 8 luglio - Raffi Cavoukian, cantautore egiziano
- 8 luglio - Dave Sorenson, cestista statunitense († 2002)
- 8 luglio - Carla Vistarini, paroliera, sceneggiatrice e scrittrice italiana
- 9 luglio - Ikram Antaki, scrittrice messicana († 2000)
- 9 luglio - Julio Correa, ex calciatore uruguaiano
- 9 luglio - Élie Doté, politico centrafricano
- 9 luglio - Jean Leonetti, politico francese
- 9 luglio - Laura Pennacchi, economista e politica italiana
- 9 luglio - Dorothea Werneck, economista e politica brasiliana
- 10 luglio - Angel Angelov, ex pugile bulgaro
- 10 luglio - Esteban Aránguiz, ex calciatore cileno
- 10 luglio - Theo Bücker, ex calciatore e allenatore di calcio tedesco
- 10 luglio - Christine Caron, ex nuotatrice e attrice francese
- 10 luglio - Adelio Cogliati, paroliere e produttore discografico italiano († 2018)
- 10 luglio - Mick Coop, ex calciatore inglese
- 10 luglio - Ronnie Cutrone, artista statunitense († 2013)
- 10 luglio - Marguerite-Marie Dinguirard, politica francese
- 10 luglio - Roberto Filippi, allenatore di calcio e ex calciatore italiano
- 10 luglio - Russ Granik, dirigente sportivo e avvocato statunitense
- 10 luglio - Francesca Izzo, politologa e politica italiana
- 10 luglio - Chico Resch, ex hockeista su ghiaccio canadese
- 10 luglio - Staffan Tapper, ex calciatore svedese
- 11 luglio - Domenico Beneventano, politico italiano († 1980)
- 11 luglio - Herman Chin Loy, produttore discografico giamaicano
- 11 luglio - Herbert Cousins, ex cestista panamense
- 11 luglio - Jan Dolczewski, ex cestista polacco
- 11 luglio - Juan de la Caridad García Rodríguez, cardinale e arcivescovo cattolico cubano
- 11 luglio - Judit Hidasi, linguista, orientalista e iamatologa ungherese
- 11 luglio - Ernie Holmes, giocatore di football americano statunitense († 2008)
- 11 luglio - Elias Khoury, scrittore e giornalista libanese († 2024)
- 11 luglio - Earnie Killum, cestista statunitense († 2020)
- 11 luglio - Spartak Ngjela, giurista, politico e scrittore albanese
- 11 luglio - George Trapp, cestista statunitense († 2002)
- 11 luglio - Hector Zazou, compositore e produttore discografico francese († 2008)
- 12 luglio - Ben Burtt, montatore statunitense
- 12 luglio - Nico Cereghini, giornalista e pilota motociclistico italiano
- 12 luglio - Enrique Claramunt, ex calciatore spagnolo
- 12 luglio - Mauro Ferrara, musicista e cantante italiano
- 12 luglio - Juan Morales, ex ostacolista e velocista cubano
- 12 luglio - Filippo Santoro, arcivescovo cattolico italiano
- 12 luglio - Richard Simmons, personaggio televisivo e scrittore statunitense († 2024)
- 12 luglio - Ares Tavolazzi, bassista e contrabbassista italiano
- 12 luglio - Jay Thomas, attore statunitense († 2017)
- 12 luglio - Chizuko Ueno, sociologa, scrittrice e docente giapponese
- 13 luglio - Gianfranco Astori, giornalista e politico italiano
- 13 luglio - Catherine Breillat, regista, sceneggiatrice e scrittrice francese
- 13 luglio - Gianni Deserri, pittore e scultore italiano († 2022)
- 13 luglio - Alf Hansen, ex canottiere norvegese
- 13 luglio - Ronald Machtley, politico statunitense
- 13 luglio - Paolo Mancini, sociologo italiano
- 13 luglio - Daphne Maxwell Reid, attrice statunitense
- 13 luglio - Enzo Ungari, critico cinematografico e sceneggiatore italiano († 1985)
- 14 luglio - Phaibun Anyapho, ex calciatore thailandese
- 14 luglio - Paul Crossley, calciatore inglese († 1996)
- 14 luglio - Josine van Dalsum, attrice olandese († 2009)
- 14 luglio - Volodymyr Jevtuch, etnologo, sociologo e storico ucraino
- 14 luglio - Tom Latham, politico statunitense
- 14 luglio - Eliza Manningham-Buller, agente segreto e dirigente pubblica britannica
- 14 luglio - Helge Østvold, ex calciatore norvegese
- 14 luglio - Mauro Simonetti, ciclista su strada italiano
- 14 luglio - Berhaneyesus Souraphiel, cardinale e arcivescovo cattolico etiope
- 14 luglio - Nicoletta Casiraghi, politica italiana († 2011)
- 15 luglio - Giuseppe Alveti, politico italiano
- 15 luglio - Enriqueta Basilio, velocista e ostacolista messicana († 2019)
- 15 luglio - Nicolae Dabija, poeta, scrittore e politico moldavo († 2021)
- 15 luglio - Richard Franklin, regista, produttore cinematografico e sceneggiatore australiano († 2007)
- 15 luglio - Tom Leonard, ex tennista statunitense
- 15 luglio - Yves Mariot, calciatore francese († 2000)
- 15 luglio - Nedo Lorenzo Poli, politico italiano († 2021)
- 15 luglio - Artimus Pyle, batterista statunitense
- 15 luglio - Enrique Regüeiferos, pugile cubano († 2002)
- 15 luglio - Patrice Rio, ex calciatore francese
- 15 luglio - Twinkle, cantautrice britannica († 2015)
- 15 luglio - Bruna Rossi, ex tuffatrice italiana
- 15 luglio - Anne Sinclair, giornalista, conduttrice televisiva e dirigente d'azienda statunitense
- 15 luglio - Józef Wesołowski, arcivescovo cattolico polacco († 2015)
- 16 luglio - Rita Barberá, politica spagnola († 2016)
- 16 luglio - Rubén Blades, cantautore, musicista e attore panamense
- 16 luglio - John Fitzgerald, ex pentatleta statunitense
- 16 luglio - Lars Lagerbäck, allenatore di calcio e ex calciatore svedese
- 16 luglio - Manuel José Macário do Nascimento Clemente, cardinale e patriarca cattolico portoghese
- 16 luglio - Fidel Mbanga-Bauna, giornalista e personaggio televisivo italiano
- 16 luglio - Gianfranco Sanguinetti, scrittore, enologo e rivoluzionario italiano
- 16 luglio - Pinchas Zukerman, violinista, violista e direttore d'orchestra israeliano
- 17 luglio - Ron Asheton, chitarrista statunitense († 2009)
- 17 luglio - Stanisław Bosy, vescovo polacco
- 17 luglio - Ögmundur Jónasson, politico islandese
- 17 luglio - Franco Mancini, calciatore e allenatore di calcio italiano († 2006)
- 17 luglio - Kōzō Morishita, regista, produttore cinematografico e produttore televisivo giapponese
- 17 luglio - Barbara Rae-Venter, genealogista neozelandese
- 17 luglio - Wayne Sleep, ballerino, attore e coreografo britannico
- 18 luglio - Tony Azito, ballerino e attore statunitense († 1995)
- 18 luglio - Jan Chrapek, vescovo cattolico polacco († 2001)
- 18 luglio - Mauro Colombini, ex calciatore italiano
- 18 luglio - Carlos Colón, ex wrestler portoricano
- 18 luglio - Bice Curiger, curatrice editoriale, critico d'arte e direttore artistico svizzera
- 18 luglio - James Faulkner, attore britannico
- 18 luglio - Pierluigi Formiconi, ex pallanuotista e allenatore di pallanuoto italiano
- 18 luglio - Antonino Gazzara, politico italiano
- 18 luglio - Hartmut Michel, biochimico tedesco
- 18 luglio - Corrado Paoloni, medico e politico italiano
- 19 luglio - Atilio Ancheta, cantante, allenatore di calcio e ex calciatore uruguaiano
- 19 luglio - Beverly Archer, attrice statunitense
- 19 luglio - Brian Chatton, tastierista e compositore britannico
- 19 luglio - Francesco Di Maggio, magistrato italiano († 1996)
- 19 luglio - Jobst Hirscht, ex velocista tedesco
- 19 luglio - Argentina Menis, discobola rumena († 2023)
- 19 luglio - Paolo Morisi, fumettista italiano († 2016)
- 19 luglio - Alexandru Neagu, calciatore rumeno († 2010)
- 19 luglio - Martin Stephens, attore britannico
- 19 luglio - Wang Qishan, politico cinese
- 20 luglio - Amedeo Bianco, politico italiano
- 20 luglio - Pietro Corsi, storico della scienza italiano
- 20 luglio - Albert Galaburda, neurologo cileno
- 20 luglio - Maroun Elias Nimeh Lahham, arcivescovo cattolico giordano
- 20 luglio - Carlo Picozza, giornalista italiano
- 20 luglio - Elena Liliana Popescu, poetessa e traduttrice rumena
- 20 luglio - William Ross, compositore e arrangiatore statunitense
- 20 luglio - Mario Rosso, politico italiano
- 20 luglio - Francesco Salerno, politico italiano († 2010)
- 20 luglio - Muse Watson, attore statunitense
- 21 luglio - José Cafaro, ex calciatore italiano
- 21 luglio - Loris Campetti, giornalista italiano
- 21 luglio - Ove Flindt-Bjerg, allenatore di calcio e ex calciatore danese
- 21 luglio - Patricia Garland, attrice, ballerina e cantante statunitense
- 21 luglio - Beppe Grillo, comico, cabarettista e politico italiano
- 21 luglio - Art Hindle, attore, regista e sceneggiatore canadese
- 21 luglio - Pier Luigi Lamorgese, ex arbitro di calcio italiano
- 21 luglio - Antonio Melfi, politico italiano
- 21 luglio - Cat Stevens, cantautore britannico
- 21 luglio - Garry Trudeau, fumettista statunitense
- 21 luglio - Teruzane Utada, compositore, musicista e produttore discografico giapponese
- 21 luglio - Jacques Vergnes, calciatore francese († 2025)
- 22 luglio - Massimo Bizzarri, cantautore e compositore italiano
- 22 luglio - Philip Chase Bobbitt, saggista e politologo statunitense
- 22 luglio - George William Casey Jr., generale statunitense
- 22 luglio - Cathy Ferguson, ex nuotatrice statunitense
- 22 luglio - Herbert Henck, pianista e compositore tedesco († 2025)
- 22 luglio - S. E. Hinton, scrittrice statunitense
- 22 luglio - John Larson, politico statunitense
- 22 luglio - Vincenzo Lippolis, giurista e docente italiano
- 22 luglio - Ana Isabel de Palacio y del Valle Lersundi, politica, docente e avvocato spagnola
- 22 luglio - Francesco Polidori, imprenditore e diplomatico italiano
- 22 luglio - Yves-Thibault de Silguy, dirigente d'azienda e politico francese
- 22 luglio - Guillermo Leon Saenz, rivoluzionario colombiano († 2011)
- 22 luglio - Toshio Tamogami, ex militare giapponese
- 22 luglio - Cecilia Vicuña, artista, poetessa e attivista cilena
- 22 luglio - Otto Waalkes, cantante, showman e attore tedesco
- 23 luglio - Coby Dietrick, ex cestista statunitense
- 23 luglio - John Hall, politico statunitense
- 23 luglio - Rafael Marañón, ex calciatore spagnolo
- 23 luglio - Giancarlo Oddi, dirigente sportivo, allenatore di calcio e ex calciatore italiano
- 23 luglio - Egil Olsen, calciatore norvegese († 2018)
- 23 luglio - Franco Piro, politico italiano († 2017)
- 23 luglio - Laura Pisano, storica italiana
- 23 luglio - Giuseppe Regali, ex calciatore italiano
- 23 luglio - Jimmy Thordsen, ex cestista statunitense
- 24 luglio - Josef Fuchs, ex ciclista su strada e pistard svizzero
- 24 luglio - Giuseppe Greco, politico italiano
- 24 luglio - Bruno Inzitari, giurista italiano
- 24 luglio - Sergio Limone, ingegnere italiano
- 24 luglio - Joan London, scrittrice australiana
- 24 luglio - Carlo Panella, giornalista e scrittore italiano
- 24 luglio - Marc Racicot, politico e avvocato statunitense
- 24 luglio - Silvana Sciarra, giurista italiana
- 25 luglio - Gary Freeman, ex cestista statunitense
- 25 luglio - Steve Goodman, cantante statunitense († 1984)
- 25 luglio - Giancarlo Mazzuca, giornalista, scrittore e politico italiano
- 25 luglio - Carlos Silva Valente, arbitro di calcio portoghese († 2024)
- 25 luglio - Brian Stableford, scrittore di fantascienza, critico letterario e traduttore britannico († 2024)
- 25 luglio - Erich Tecka, cestista e dirigente sportivo austriaco († 2020)
- 25 luglio - Leon Vitali, attore britannico († 2022)
- 26 luglio - Joseph Maria Bonnemain, vescovo cattolico svizzero
- 26 luglio - Walter Ferreri, astronomo e divulgatore scientifico italiano
- 26 luglio - José Francisco de Morais, calciatore brasiliano († 1999)
- 26 luglio - Norajr Nurikjan, sollevatore bulgaro († 2025)
- 26 luglio - Nino Sospiri, politico italiano († 2006)
- 26 luglio - Aldo Traversaro, ex pugile italiano
- 26 luglio - Marcantonio Trevisani, ammiraglio italiano († 2025)
- 27 luglio - Peggy Fleming, ex pattinatrice artistica su ghiaccio statunitense
- 27 luglio - Kaiji Kawaguchi, fumettista giapponese
- 27 luglio - Franco Panizza, calciatore e allenatore di calcio italiano († 2022)
- 27 luglio - Snyder Rini, politico salomonese († 2025)
- 27 luglio - Hans Rosling, medico e statistico svedese († 2017)
- 27 luglio - Alfredo Sandri, politico italiano
- 27 luglio - Betty Thomas, attrice, regista e produttrice cinematografica statunitense
- 28 luglio - Gerald Casale, polistrumentista, cantante e compositore statunitense
- 28 luglio - Georgia Engel, attrice e doppiatrice statunitense († 2019)
- 28 luglio - Ruud Geels, calciatore olandese († 2023)
- 28 luglio - Salvatore Piccolo, politico italiano
- 28 luglio - Salvatore Visco, arcivescovo cattolico italiano
- 29 luglio - Eduardo Commisso, ex calciatore argentino
- 29 luglio - Meir Shalev, scrittore, conduttore televisivo e umorista israeliano († 2023)
- 29 luglio - Neal Walk, cestista statunitense († 2015)
- 30 luglio - Jurij Filatov, ex canoista sovietico
- 30 luglio - Jim Mandich, giocatore di football americano statunitense († 2011)
- 30 luglio - Giorgio Morbiato, ex ciclista su strada e pistard italiano
- 30 luglio - Billy Paultz, ex cestista statunitense
- 30 luglio - Jean Reno, attore francese
- 30 luglio - Sigurður Pálsson, scrittore e poeta islandese († 2017)
- 30 luglio - Carel Struycken, attore, compositore e fotografo olandese
- 30 luglio - Irina Viner, ex ginnasta e allenatrice di ginnastica sovietica
- 31 luglio - Adelio Dell'Oro, vescovo cattolico italiano
- 31 luglio - Hans Donner, designer, grafico e artista tedesco
- 31 luglio - Lino Miserotti, politico italiano
- 31 luglio - Bruno Tobia, storico italiano